# حالا یا هرگز (ترانه)
«حالا یا هرگز» (به انگلیسی its now or never یک ترانه سبک بالاد (از تم شرقی -بالکانی) است که توسط الویس پریسلی ضبط و در سال ۱۹۶۰ بوسیله کمپانی نشر موسیقی Gladys Music ، منتشر شده است. ملودی این ترانه از یک استاندارد ایتالیایی تحت عنوان 'O Sole mio اقتباس گردیده. اما مشوق تهیه ملودی آن، ترانه There's No Tomorrow است که نخستین بار خواننده آمریکایی تونی مارتین آن را در سال ۱۹۴۹ ضبط کرده بود. لیریک (شعر) این ترانه توسط' آرون شرودر' و 'ولی گلد 'نوشته شد و این تک‌آهنگ دومین ترانه پرفروش الویس و یکی از بهترین تک‌آهنگهای همه ادوار موسیقی بوده است.